# Prodasycnemis inornata
Prodasycnemis inornata är en fjärilsart som beskrevs av Butler 1879. Prodasycnemis inornata ingår i släktet Prodasycnemis och familjen Crambidae. Inga underarter finns listade i Catalogue of Life.